# SUNSHINE SAKAE
SUNSHINE SAKAE（日语：サンシャイン栄）是愛知縣名古屋市中区所在京樂産業.株式会社的直營大廳「SUNSHINE KYORAKU」的商店，同時亦是商業設施的建築物。由子会社的京樂榮開發株式会社管理・運營。

## 年表
- 2005年（平成17年）2月25日 - 開業。
- 2008年（平成20年）6月6日 - 重新開業。

## 設施
2008年（平成20年）6月實行大幅度的翻新。
關於分店租戶的詳情官方網站請参照「フロアガイド（页面存档备份，存于）」。

### 6F
- 餐館 - 2008年6月的翻新由木村祐一經營的「屋台居酒屋 きむら庵」、たむらけんじ經營的「炭火焼肉たむら」開店。還有，同年9月10日由裴勇俊開設的韓國料理店「高矢禮 火」開店。

### 5F
- 美容/休閒 - 平塚哲二公司開設的休閒餐館「GOLUXE」和美容、放鬆咖啡館開店。2010年（平成22年）10月1日是SKE48的官方店鋪「SKE48名古屋Shop」開業。

- SKE48 CAFE & SHOP with AKB48 - 2012年12月9日SKE48剧场同时开放了的SKE48的CAFE & SHOP。作为AKB48小组的CAFE & SHOP作为日本国内第4店，AKB48以外的组合名第一次进了店名。

### 4F
- 男士服裝 - Diavlo和FUGA、VANQUISH等「哥哥系」品牌的商店聚集。

### 3F
- TSUTAYA  - 2008年6月開店。
- 斯凱船 - 設立在建築物外側的摩天輪。所有吊船都可以搭載輪椅。

### 2F
- SKE48劇場 -2012年8月为止的“SUNSHINE STUDIO”之称，“酒吧金丝雀”、“咖啡金丝雀”设立了複合的工作室。电视和广播节目收录使用。此外，2008年（平成20年）10月5日开始AKB48姊妹團體SKE48的活動據點「SKE48劇場」也被使用。其他吉本兴业的搞笑live等也被进行。过去的《NAGOYA SUNSHINE MUSIC CHASE》（BS富士）、《SAKAE TA☆RO』，『YOSHIMOTO DIRECTOR ' S 100 ~ 100人小丸子拍了～》（均为中京电视）的收录在进行着。2012年（平成24年）7月27日，同年9月开始當工作室SKE48专用剧场而全面整修的事被发表[1]，同年8月29日全面改修前最后的SKE48公演实施了。2012年12月9日，SKE的专用剧场重新开放。另外，SKE48的公演使用“ske48剧场”為正式名稱。

- 名古屋麺屋横丁 - 曾经南梦宫的队伍l制作了拉面主题公园。环境演出是昭和30年代为主题，日本各地的拉面专卖店7家分店了，2008年（平成20年） 2月3日结束营业。

### B1・1F
- 娛樂 - 彈珠機・彈弓的「Sunshine KYORAKU」和Tully's Coffee開店。

## 所在地
- 愛知縣名古屋市中区錦三丁目24-4

## 備註
1. ↑  SKE48劇場改修のお知らせ （页面存档备份，存于） - SKE48 OFFICIAL WEB SITE（2012年7月27日）

## 外部連結
- SUNSHINE SAKAE Web Site（页面存档备份，存于）